# Džet
Džet (prev. „kobra”) bio je 3. faraon prve dinastije, sin Džera i Herneit, otac Dena sa svojom sestrom Merneit. Po Manetonu, vladao je 23 godine. Pokopan je u grobnici Z u Abidu.
Poznata je njegova grobna stela, ukrašena Horus imenom.

## Spoljašnje veze
- Spisak grobnica faraona u Abidosu Архивирано на веб-сајту  (24. септембар 2016)